# Bilbergia

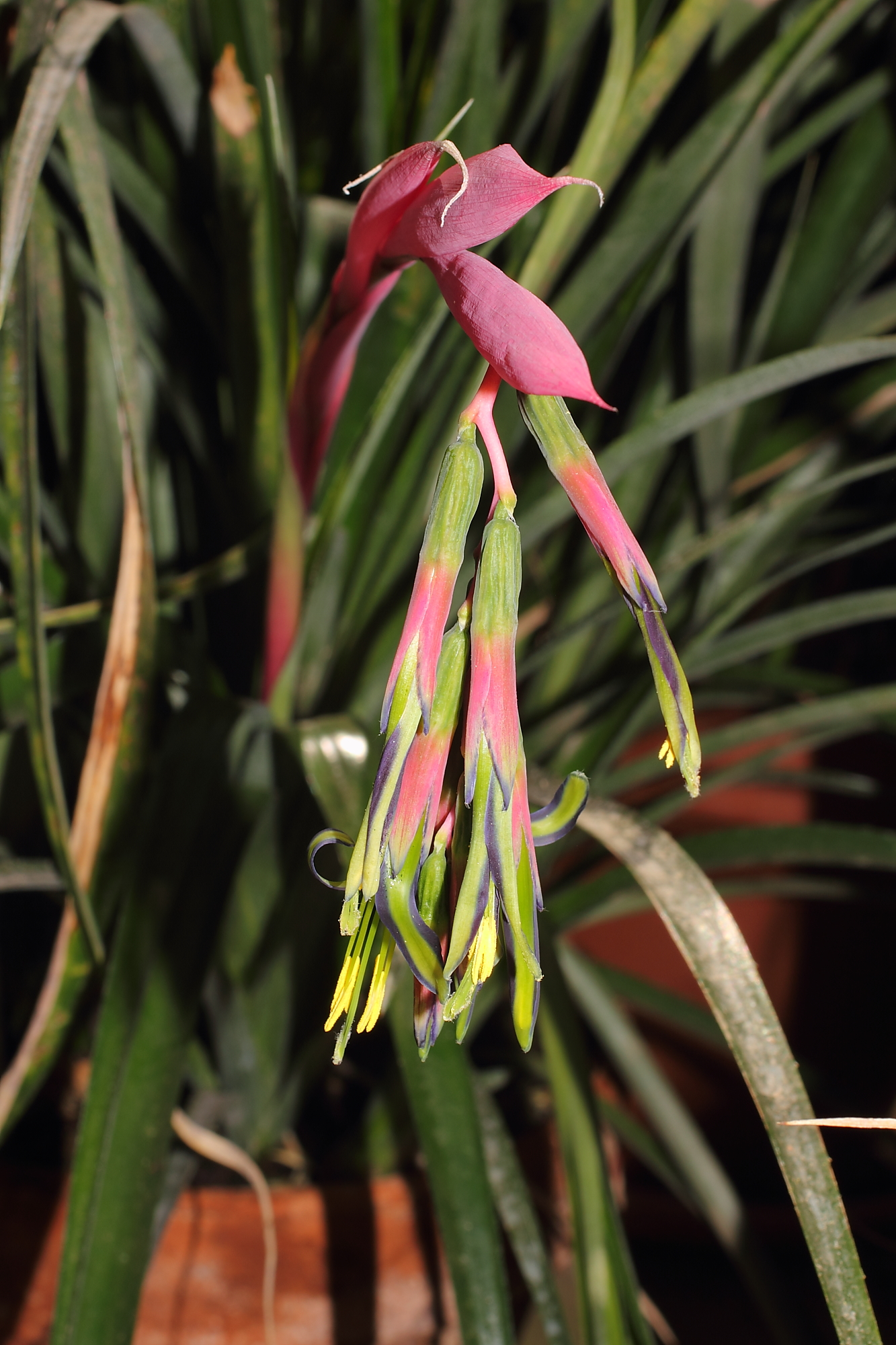
Kwiatostan Billbergia eloisiae

Bilbergia, zwodnica (Billbergia) – rodzaj roślin należący do rodziny bromeliowatych. Należy do niego ponad 60 gatunków pochodzących z Ameryki Południowej i Środkowej. Są to epifity rosnące na drzewach w tropikalnych lasach deszczowych.

## Systematyka
Synonimy
Anacyclia Hoffmanns., Helicodea Lem.
Pozycja rodzaju według Angiosperm Phylogeny Website (aktualizowany system APG IV z 2016)
Jeden z rodzajów podrodziny Bromelioideae Burnett z rodziny bromeliowatych (Bromeliaceae) z rzędu wiechlinowców (Poales).
Pozycja w systemie Reveala (1994–1999)
Gromada okrytonasienne (Magnoliophyta Cronquist), podgromada Magnoliophytina Frohne & U. Jensen ex Reveal, klasa jednoliścienne (Liliopsida Brongn.), podklasa komelinowe (Commelinidae Takht.), nadrząd Bromelianae R. Dahlgren ex Reveal, rząd bromeliowce (Bromeliales Dumort.), podrząd Bromeliineae Engl., rodzina bromeliowate (Bromeliaceae Juss.), plemię Billbergieae Beer, podplemię Billbergiinae Wittm. in Engl. & Prantl, rodzaj bilbergia(Billbergia Thunb.).
Wykaz gatunków
- Billbergia acreana H.Luther
- Billbergia alfonsi-joannis  Reitz
- Billbergia amandae W.Weber
- Billbergia ambigua (L.B.Sm. & Read) Betancur & N.R.Salinas
- Billbergia amoena (Lodd.) Lindl.
- Billbergia brachysiphon L.B.Sm.
- Billbergia bradeana L.B.Sm.
- Billbergia brasiliensis L.B.Sm.
- Billbergia buchholtzii Mez
- Billbergia cardenasii L.B.Sm.
- Billbergia castelensis E.Pereira
- Billbergia chlorantha L.B.Sm.
- Billbergia chlorostica Saunders
- Billbergia × claudioi Leme
- Billbergia cylindrostachya  Mez
- Billbergia dasilvae Leme
- Billbergia decora Poepp. & Endl. – bilbergia ozdobna[7]
- Billbergia distachya (Vell.) Mez
- Billbergia domingosmartins is E.Gross
- Billbergia elegans Mart. ex Schult. & Schult.f.
- Billbergia eloisiae Read & L.B.Sm.
- Billbergia euphemiae E.Morren
- Billbergia formosa Ule
- Billbergia horrida Regel
- Billbergia incarnata (Ruiz & Pav.) Schult. & Schult.f.
- Billbergia iridifolia (Nees & Mart.) Lindl.
- Billbergia issingiana T.Krömer & E.Gross
- Billbergia jandebrabanderi  R.Vásquez & Ibisch
- Billbergia kautskyana E.Pereira
- Billbergia kuhlmannii L.B.Sm.
- Billbergia laxiflora L.B.Sm.
- Billbergia leptopoda L.B.Sm.
- Billbergia lietzei E.Morren
- Billbergia lymanii E.Pereira & Leme
- Billbergia macracantha E.Pereira
- Billbergia macrocalyx Hook.
- Billbergia macrolepis L.B.Sm.
- Billbergia magnifica Mez
- Billbergia manarae Steyerm.
- Billbergia meyeri Mez
- Billbergia microlepis L.B.Sm.
- Billbergia minarum L.B.Sm.
- Billbergia morelii Brongn.
- Billbergia nana E.Pereira
- Billbergia nutans H.Wendl. ex Regel – bilbergia zwisła[7]
- Billbergia oxysepala Mez
- Billbergia pallidiflora Liebm. – bilbergia blada[7]
- Billbergia pohliana Mez
- Billbergia porteana Brongn. ex Beer – bilbergia porteańska[7]
- Billbergia pyramidalis (Sims) Lindl. – bilbergia piramidalna[7]
- Billbergia reichardtii Wawra
- Billbergia robert-readii E.Gross & Rauh
- Billbergia rosea Beer
- Billbergia rubicunda Mez
- Billbergia rupestris L.B.Sm.
- Billbergia sanderiana E.Morren
- Billbergia seidelii L.B.Sm. & Reitz
- Billbergia stenopetala Harms
- Billbergia tessmannii Harms
- Billbergia tweedieana Baker
- Billbergia velascana Cárdenas
- Billbergia violacea Beer
- Billbergia viridiflora H.Wendl.
- Billbergia vittata Brongn. ex C.Morel – bilbergia pasiasta[7]
- Billbergia zebrina (Herb.) Lindl. – bilbergia pręgowata[7]